# Агора
Агора̀  (на гръцки: ἀγορά) е названието на главния площад в древногръцките полиси.
Агората е разположена в средата на града и служи многофункционално – за пазар, религиозни чествания, произнасяне на речи, провеждане на политически дискусии и пр. Като център на обществено-политическия живот, агората е и мястото, на което се провеждат заседанията на античната еклесия (народно събрание), както и тези на народните съдилища (хелиастите). Но мястото невинаги се използва от народното събрание. В Древна Атина еклесията се премества на хълма Пникс на запад от Акропола, макар че на агората остават заседанията, свързани с остракизъм, както и главното съдилище.
Думата „агора“ се споменава за първи път от Омир, като означава както събиране на хора на едно място, така и самото място. В периода на Класическа Гърция около V век пр. Хр. агората е неизменна част от ежедневните религиозни, политически, съдебни и социални събития и търговската дейност. Намира се в центъра на полиса или близо до пристанището и е заобиколена от обществени сгради и храмове. На нея често има портици с колонади, понякога съдържащи магазини, а като украса има статуи, олтари, дървета и фонтани. Общата тенденция тогава е агората да е изолирана от останалата градска част. Освен това в Антична Тесалия, а и на други места се прави разлика между търговската и церемониалната агора . В Атинската агора всяка професия или вид търговия си има свой район. В много от полисите има служебни лица – агораноми (на гръцки: agoranomoi) – които извършвали полицейска служба по пазарите и контролирали мерките и теглилките.
Агората служи и за театрални и гимнастически представления преди за тях да бъдат обособени специални сгради. В Атина уважаващите себе си жени рядко посещават агората, а на мъжете, обвинени в сериозни престъпления, е забранено да стъпват на нея преди да бъдат осъдени. Редовите граждани я посещават не само за търговия и участие в събития, но и да прекарват времето си в безделие – навик, осмиван от древногръцките автори на комедии. В изключителни случаи на агората са погребвани бележити граждани с големи заслуги.
През V и IV век пр. Хр. съществуват два вида агора. Павзаний, който пише през II век пр. Хр., нарича единия вид „архаична“, а другия „йонийска“. Като пример за първия тип той споменава агората в Елида (построена след 470 г. пр. Хр.), като при нея колонадите и другите сгради не са подредени и общото впечатление е за безпорядък. Атинската агора е възстановена след Гръко-персийските войни по този модел. Йонийският тип агора е много по-симетричен, като често има колонади от трите страни на правилен квадрат, такива са например агорите в Милет, Приене и Магнезия на Меандър. Този тип е предпочитан и се развива по-късно през елинистичните и римските времена. Тогава агората оказва влияние върху римския форум и на свой ред е повлияна от него. Форумът обаче е замислен като по-строга форма, заобиколен от предварително планирани архитектурни елементи.